# Istituto cattolico per l'evangelizzazione
L'Istituto cattolico per l'evangelizzazione (in inglese Institute for World Evangelisation, ICPE Mission) è un'associazione internazionale di fedeli di diritto pontificio.

## Storia
L'associazione fu fondata nel 1985 a Malta da Mario e Anna Cappello con il sostegno della Glory of God International Covenant Community, comunità del Rinnovamento carismatico cattolico.
Fu approvata dall'arcivescovo di Malta nel 1992.
Il Pontificio consiglio per i laici riconobbe l'Istituto come associazione internazionale di fedeli di diritto pontificio il 19 maggio 2002.

## Attività e diffusione
L'associazione promuove e sostiene le vocazioni missionarie tra i laici.
L'associazione è presente in 10 nazioni. La sede centrale dell'associazione è in via della Stazione Aurelia a Roma.